# Associazione Calcio Fiorentina 1934-1935
Questa voce raccoglie le informazioni riguardanti l'Associazione Calcio Fiorentina nelle competizioni ufficiali della stagione 1934-1935.

## La stagione
Quello del 1934-1935 fu un campionato che vide la Fiorentina vera protagonista. Dopo ben 11 vittorie e 2 pareggi, subì la prima sconfitta sul campo del Bologna alla tredicesima giornata.

Ugo Amoretti.

Laureatasi campione d'inverno il 3 febbraio 1935, la squadra viola non riesce a ripetersi nel girone di ritorno e finirà terza in classifica. I gigliati falliscono la prima volata scudetto della loro storia. Complici dell'insuccesso due brutte sconfitte sul campo di Vercelli, il derby casalingo con il Livorno, ed un girone di ritorno non all'altezza. La Fiorentina, dopo la sconfitta rimediata sul campo dell'Alessandria, gettò la spugna e lasciò a soli 90 minuti dal termine Ambrosiana-Inter e Juventus in testa a pari punti.

## Rosa
| N. |                   | Ruolo | Calciatore       |
| -- | ----------------- | ----- | ---------------- |
|    | Italia (bandiera) | P     | Ugo Amoretti     |
|    | Italia (bandiera) | P     | Gino Baggiani    |
|    | Italia (bandiera) | D     | Lorenzo Gazzari  |
|    | Italia (bandiera) | D     | Giuseppe Bigogno |
|    | Italia (bandiera) | D     | Mario Pizziolo   |
|    | Italia (bandiera) | D     | Italo Pizziolo   |
|    | Italia (bandiera) | D     | Bruno Neri       |
|    | Italia (bandiera) | D     | Renzo Magli      |
|    | Italia (bandiera) | C     | Achille Piccini  |
|    | Italia (bandiera) | C     | Gastone Prendato |
|    | Italia (bandiera) | C     | Bruno Biagini    |

| N. |                    | Ruolo | Calciatore        |
| -- | ------------------ | ----- | ----------------- |
|    | Uruguay (bandiera) | C     | Carlos Gringa     |
|    | Italia (bandiera)  | C     | Aldo Querci       |
|    | Italia (bandiera)  | C     | Mario Mannelli    |
|    | Italia (bandiera)  | A     | Vinicio Viani     |
|    | Italia (bandiera)  | A     | Mario Perazzolo   |
|    | Italia (bandiera)  | A     | János Nehadoma    |
|    | Italia (bandiera)  | A     | Cinzio Scagliotti |
|    | Italia (bandiera)  | A     | Arrigo Morselli   |
|    | Italia (bandiera)  | A     | Alfonso Negro     |
|    | Italia (bandiera)  | A     | Geo Bortolini     |

## Risultati

### Serie A

#### Girone di andata
| Arbitro: | Scorzoni (Bologna) |

|                                                   |           |            |
| Perazzolo 4’ Gringa 22’ Scagliotti 58’ Gringa 83’ | Marcatori | 67’ Guaita |

| Arbitro: | Mattea (Torino) |

|           |           |              |
| Rossi 29’ | Marcatori | 28’ Viani II |

| Arbitro: | Scotto (Savona) |

|             |           |  |
| Bigogno 56’ | Marcatori |  |

| Arbitro: | Salvatori (Roma) |

|                              |           |  |
| Perazzolo 85’ Scagliotti 87’ | Marcatori |  |

| Arbitro: | Mazzarini (Roma) |

|             |           |              |
| Valenti 33’ | Marcatori | 72’ Viani II |

| Arbitro: | Mattea (Torino) |

|                                          |           |                             |
| Scagliotti 59’ Nehadoma 66’ Morselli 84’ | Marcatori | 32’ Sallustro I 76’ Vojak I |

| Arbitro: | Mastellari (Bologna) |

|  |           |                |
|  | Marcatori | 72’ Scagliotti |

| Arbitro: | Barlassina (Novara) |

|                                                     |           |  |
| Perazzolo 7’ Gringa 26’ Nehadoma 31’ Scagliotti 88’ | Marcatori |  |

| Arbitro: | Corradini (Bologna) |

|                                        |           |                                                          |
| Piola 22’ Fantoni I 59’ Fantoni II 86’ | Marcatori | 10’, 29’ Morselli 32’ Gringa 35’ Pizziolo I 44’ Nehadoma |

| Arbitro: | Scarpi (Dolo) |

|              |           |            |
| Nehadoma 39’ | Marcatori | 30’ Meazza |

| Arbitro: | Scotto (Savona) |

|               |           |                                     |
| Arcari IV 25’ | Marcatori | 65’ Scagliotti 78’ (aut.) Arcari II |

| Arbitro: | Carminati (Milano) |

|              |           |  |
| Viani II 17’ | Marcatori |  |

| Arbitro: | Levrero (Genova) |

|                       |           |            |
| Maini 61’ Fedullo 69’ | Marcatori | 22’ Gringa |

| Arbitro: | Ciamberlini (Genova) |

|                                            |           |               |
| Viani II 9’ Nehadoma 32’ Viani II 60’, 82’ | Marcatori | 77’ Garbarino |

| Torino 3 febbraio 1935 15ª giornata | Juventus           | 0 – 0 | Fiorentina | Stadio Benito Mussolini\| Arbitro: \| Scorzoni (Bologna) \| |
| Arbitro:                            | Scorzoni (Bologna) |       |            |                                                             |

#### Girone di ritorno
| Roma 10 febbraio 1935 16ª giornata | Roma            | 0 – 0 | Fiorentina | Campo Testaccio\| Arbitro: \| Mattea (Torino) \| |
| Arbitro:                           | Mattea (Torino) |       |            |                                                  |

| Arbitro: | Turbiani (Ferrara) |

|              |           |  |
| Prendato 83’ | Marcatori |  |

| Arbitro: | Ciamberlini (Genova) |

|                           |           |  |
| Casalino 3’ Romagnolo 36’ | Marcatori |  |

| Palermo 10 marzo 1935 19ª giornata | Palermo          | 0 – 0 | Fiorentina | Stadio del Littorio\| Arbitro: \| Mazzarini (Roma) \| |
| Arbitro:                           | Mazzarini (Roma) |       |            |                                                       |

| Arbitro: | Scarpi (Dolo) |

|              |           |  |
| Viani II 87’ | Marcatori |  |

| Arbitro: | Caironi (Milano) |

|             |           |              |
| Rossetti 5’ | Marcatori | 12’ Viani II |

| Firenze 7 aprile 1935 22ª giornata | Fiorentina     | 0 – 0 | Sampierdarenese | Stadio Giovanni Berta\| Arbitro: \| Dattilo (Roma) \| |
| Arbitro:                           | Dattilo (Roma) |       |                 |                                                       |

| Arbitro: | Mastellari (Bologna) |

|              |           |  |
| Vecchina 85’ | Marcatori |  |

| Arbitro: | Mattea (Torino) |

|                           |           |           |
| Viani II 17’ Mannelli 30’ | Marcatori | 26’ Piola |

| Arbitro: | Scorzoni (Bologna) |

|                    |           |              |
| Agosteo 37’ (rig.) | Marcatori | 89’ Mannelli |

| Arbitro: | Mazzarini (Roma) |

|  |           |            |
|  | Marcatori | 79’ Busoni |

| Arbitro: | Ciamberlini (Genova) |

|  |           |              |
|  | Marcatori | 87’ Viani II |

| Arbitro: | Barlassina (Novara) |

|              |           |  |
| Viani II 63’ | Marcatori |  |

| Arbitro: | Mastellari (Bologna) |

|                           |           |  |
| Riccardi 12’ Gastaldi 42’ | Marcatori |  |

| Arbitro: | Scarpi (Dolo) |

|  |           |             |
|  | Marcatori | 81’ Ferrari |

## Statistiche

### Statistiche di squadra
| Competizione | Punti | In casa | In casa | In casa | In casa | In casa | In casa | In trasferta | In trasferta | In trasferta | In trasferta | In trasferta | In trasferta | Totale | Totale | Totale | Totale | Totale | Totale | DR  |
| Competizione | Punti | G       | V       | N       | P       | Gf      | Gs      | G            | V            | N            | P            | Gf           | Gs           | G      | V      | N      | P      | Gf     | Gs     | DR  |
| ------------ | ----- | ------- | ------- | ------- | ------- | ------- | ------- | ------------ | ------------ | ------------ | ------------ | ------------ | ------------ | ------ | ------ | ------ | ------ | ------ | ------ | --- |
| Serie A      | 39    | 15      | 11      | 2       | 2       | 25      | 8       | 15           | 4            | 7            | 4            | 14           | 15           | 30     | 15     | 9      | 6      | 39     | 23     | +16 |

### Statistiche dei giocatori
A completamento delle statistiche va conteggiato un autogol a favore dei viola.
| Giocatore     | Serie A  | Serie A |
| Giocatore     | Presenze | Reti    |
| ------------- | -------- | ------- |
| U. Amoretti   | 30       | -23     |
| G. Baggiani   | 0        | -0      |
| G. Bortolini  | 2        | 0       |
| B. Biagini    | 1        | 0       |
| G. Bigogno    | 30       | 0       |
| L. Gazzari    | 30       | 0       |
| C. Gringa     | 23       | 5       |
| R. Magli      | 29       | 0       |
| M. Mannelli   | 3        | 2       |
| A. Morselli   | 4        | 3       |
| J. Nehadoma   | 20       | 5       |
| A. Negro      | 3        | 0       |
| B. Neri       | 30       | 0       |
| M. Perazzolo  | 27       | 0       |
| A. Querci     | 2        | 0       |
| A. Piccini    | 1        | 0       |
| I. Pizziolo   | 0        | 0       |
| M. Pizziolo   | 27       | 1       |
| G. Prendato   | 16       | 1       |
| C. Scagliotti | 27       | 6       |
| V. Viani      | 25       | 12      |